# Sunjammer
Sunjammer était un petit satellite de la NASA destiné à tester le déploiement et l'utilisation d'une voile solaire dans l'espace prévu pour 2015 mais annulé en 2014. Ce démonstrateur technologique comportait une voile solaire d'une superficie de 1 200 m2 (38 x 38 m) réalisée en Kapton. Le contrôle d'attitude s'effectuait sans propulseurs. À la date de son lancement, il s'agissait de la plus grande voile solaire jamais déployée. L'objectif de la mission était de démontrer qu'un nouveau type de propulsion pouvait être utilisé pour manœuvrer et contrôler l'orientation d'un satellite.

## Nom
Sunjammer fait référence au titre d'une nouvelle de science-fiction écrite par l'auteur anglais Arthur C. Clarke qui met en scène une voile solaire.

## Caractéristiques techniques
Le satellite avait la taille d'une machine à laver avant le déploiement de la voile solaire qui se fait en orbite. Malgré sa superficie de 1 200 m2 (38 x 38 m soit 4 fois et demi la superficie d'un terrain de tennis), la voile solaire, qui était épaisse de 5 microns, ne pesait que 32 kg avec ses équipements. La voile exerce une poussée maximale de 0,01 Newton. Le contrôle d'attitude était réalisé sans propulseurs grâce à des portions de voile solaire orientables situées à chaque extrémité,. Le satellite emportait deux petits instruments scientifiques développés au Royaume-Uni : SWAN (Solar Wind Analyse) développé par l'University College de Londres qui doit mesurer le flux d'ions du vent solaire et le magnétomètre MAGIC développé par l'Imperial College de Londres.

## Déroulement du projet et de la mission
Le projet Sunjammer est annoncé officiellement par la NASA en juin 2013. La fabrication de la voile solaire est confiée à la société L'Garde (en). La date de lancement, prévue initialement en novembre 2014, est repoussée par la suite en 2015. Sunjammer doit être placé en orbite autour du point de Lagrange L1 situé à 1,5 million de kilomètres de la Terre par un lanceur Falcon 9 avec le satellite scientifique Deep Space Climate Observatory.